# نشاط الحفاظ على البيئة البحرية

خريطة متحركة لمياه المحيطات في العالم

نشاط الحفاظ على البيئة البحرية هو جهود المنظمات غير الحكومية والأفراد لإحداث تغيير اجتماعي وسياسي في مجال الحفاظ على البيئة البحرية. يُنظر إلى الحفظ البحري بشكل صحيح على أنه مجموعة من استراتيجيات الإدارة لحماية النظم البيئية والحفاظ عليها في المحيطات والبحار. يعمل النشطاء على زيادة الوعي العام ودعم الحفظ، مع دفع الحكومات والشركات لممارسة الإدارة السليمة للمحيطات، وإنشاء سياسة حماية، وإنفاذ القوانين والسياسات القائمة من خلال التنظيم الفعال. هناك أنواع مختلفة من المنظمات والوكالات التي تعمل من أجل تحقيق هذه الأهداف المشتركة. إنهم جميعًا جزء من الحركة المتنامية المتمثلة في الحفاظ على المحيطات. تكافح هذه المنظمات من أجل العديد من الأسباب بما في ذلك وقف التلوث والصيد الجائر وصيد الحيتان والصيد العرضي ودعم المناطق البحرية المحمية.

## تاريخ

### الولايات المتحدة الأمريكية
على الرغم من أن الحركة البيئية بدأت في الولايات المتحدة خلال الستينيات، إلا أن فكرة الحفاظ على البيئة البحرية لم تنطلق حقًا في البلاد حتى صدر قانون الحماية البحرية والبحوث والمحميات لعام 1972، وبدأت الحركة. سمح القانون بتنظيم وكالة حماية البيئة الأمريكية بشأن الإغراق في البحار. على الرغم من تعديل القانون لاحقًا، إلا أنه كان أحد الأحداث الرئيسية العديدة التي جعلت القضايا البحرية تتصدر القضايا البيئية في الولايات المتحدة.

### مشاهير
- جاك كوستو: مستكشف، محافظ، باحث ومؤلف
- سيلفيا إيرل: عالمة أحياء بحرية، مستكشفة، ومؤلفة
- ستيف إروين: عالم الطبيعة، عالم الحفاظ على البيئة، عالم الحيوان، عالم الزواحف، وشخصية التلفزيون

### ريك أو باري
ريك أو باري هو مؤلف الكتب خلف ابتسامة الدولفين ولتحرير دولفين: حالة درامية للحفاظ على الدلافين في بيئتها الطبيعية، من قبل مدرب «الزعنفة» كلاهما يركز على الحفاظ على الدلافين. كان ريك أو باري أيضًا نجم الفيلم الوثائقي الحائز على جائزة الأوسكار، كوف، والذي يهدف إلى زيادة الدعم العام لمنع صيد الدلافين. في 22 أبريل 1970، أسس مشروع دولفين، وهي منظمة بيئية بحرية غير ربحية تركز على رعاية الدلافين.

### باولو براي
مؤسس ومدير برامج شهادات الاستدامة الرئيسية: دولفين آمنة وصديق البحر وصديق الأرض. دعاة حماية البيئة ومروج لمشاريع وحملات المحافظة على البيئة.
منذ عام 1990، مدير البرامج الدولية لمشروع دولفين آمن التابع لمعهد جزيرة الأرض. أنقذ المشروع ملايين الدلافين من شباك صيد التونة. 95% من صناعة التونة العالمية تلتزم بالمشروع.
في عام 2008 أسس صديق البحر، الشهادة الدولية الرئيسية للمأكولات البحرية المستدامة والشهادة الوحيدة التي تغطي كلاً من مصايد الأسماك وتربية الأحياء المائية. شهادة المأكولات البحرية الوحيدة المعترف بها من قبل هيئات الاعتماد الوطنية. أكثر من 800 شركة في 70 دولة لديها منتجات معتمدة من صديق البحر. التصديق أيضًا على الشحن المستدام ومشاهدة الحيتان والأحواض المائية وأسماك الزينة. يدعم صديق الأرض مشاريع الحفظ.
في عام 2016، أسس صديق الأرض شهادة دولية للمنتجات من الزراعة والزراعة المستدامة. 50 شركة من 4 قارات لديها منتجات معتمدة من صديق الأرض (بما في ذلك الأرز والزيت والنبيذ والطماطم والكينوا والجبن والبيض، إلخ). يدعم موقع صديق الأرض أيضًا مشاريع الحفظ.

## القضايا الدولية

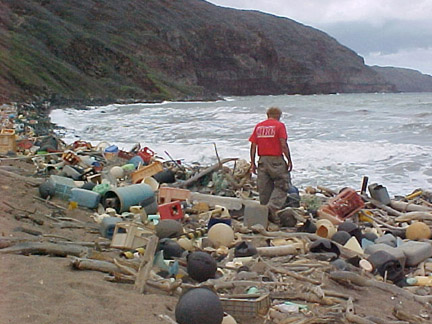
الحطام البحري على ساحل هاواي

### حطام
يُعرَّف الحطام البحري بأنه «أي مادة صلبة ثابتة يتم تصنيعها أو معالجتها ويتم التخلص منها أو التخلي عنها بشكل مباشر أو غير مباشر، عن قصد أو عن غير قصد، في البيئة البحرية أو البحيرات الكبرى». يمكن أن يؤدي هذا الحطام إلى إصابة الكائنات البحرية أو حتى قتلها؛ يمكن أن تتداخل أيضًا مع سلامة الملاحة ويمكن أن تشكل تهديدًا لصحة الإنسان. يمكن أن يتراوح الحطام البحري من علب الصودا إلى الأكياس البلاستيكية ويمكن أن يشمل السفن المهجورة أو معدات الصيد المهملة.
حفظ المحيط هي مجموعة بيئية غير ربحية تناضل من أجل تحسين النظم البيئية البحرية والحياة البحرية والحفاظ عليها. إنهم يعملون لإيجاد حلول قائمة على العلم لحماية محيطات العالم من التحديات العالمية التي يواجهونها اليوم. واحدة من العديد من القضايا التي يعملون عن كثب لإيقافها هي تدفق القمامة التي تدخل المحيط. التنظيف الساحلي الدولي هو أحد الأساليب التي تستخدمها منظمة حفظ المحيط لمنع الحطام البحري. المحكمة الجنائية الدولية هي أكبر جهد تطوعي لتنظيف محيطات العالم والممرات المائية الأخرى؛ على مدار الـ 25 عامًا الماضية، قامت المحكمة الجنائية الدولية بتنظيف ما يقرب من 144606491 رطلاً من القمامة من الشواطئ في جميع أنحاء العالم.

### اللجنة الدولية لصيد الحيتان
صيد الحيتان هو صيد الحيتان المتجولة بحرية. أدت العديد من ممارسات صيد الحيتان إلى خسائر فادحة في عدد السكان في العديد من مجموعات الحيتان حول العالم. في عام 1986، تأسست اللجنة الدولية لصيد الحيتان لفرض حظر على صيد الحيتان التجاري. تعترف اللجنة بثلاثة أنواع مختلفة من صيد الحيتان: معيشة السكان الأصليين، والتصاريح التجارية، والخاصة (أو العلمية) صيد الحيتان.

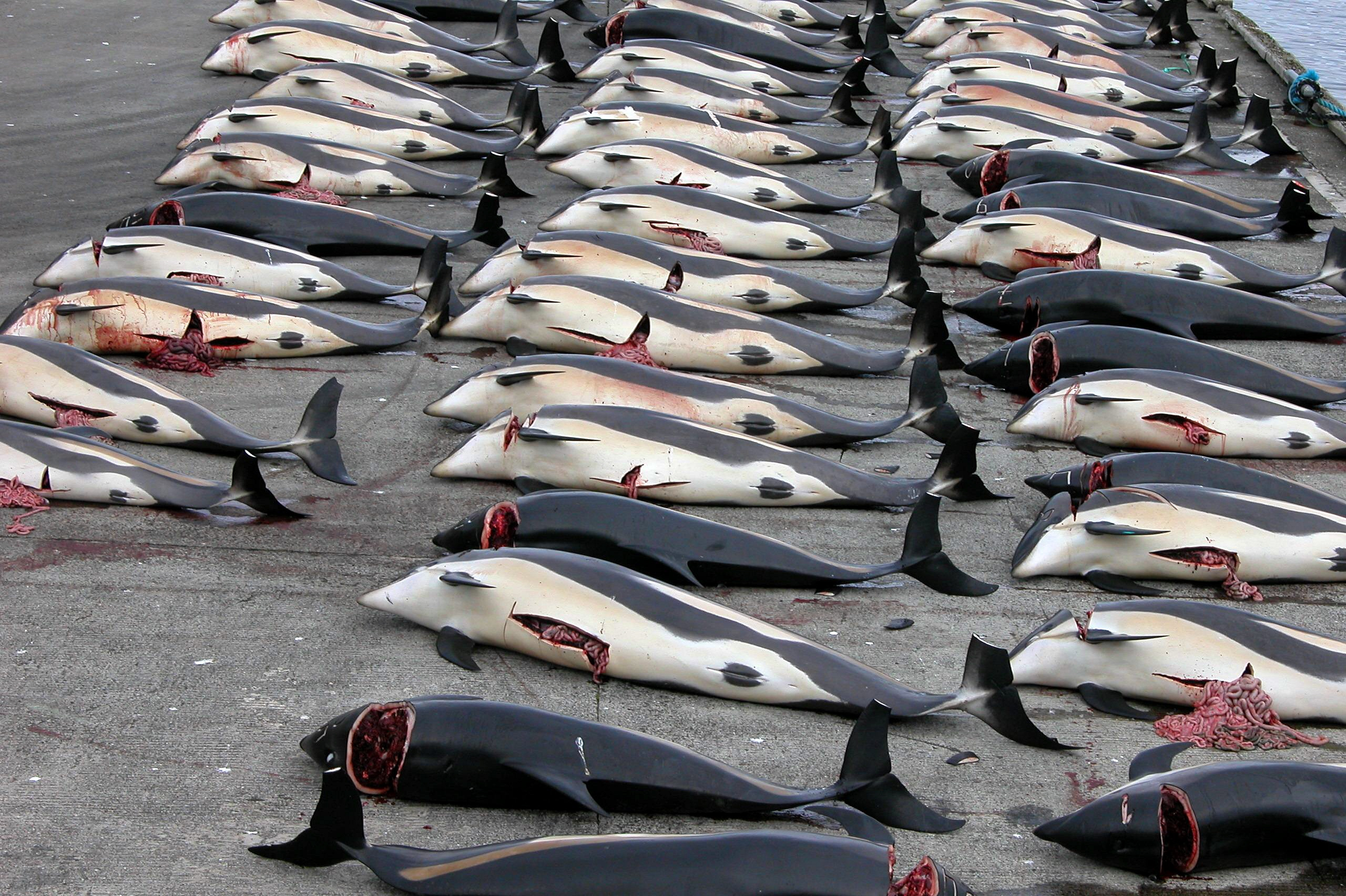
صيد الحيتان في جزر فارو

### صيد الحيتان من السكان الأصليين
يدعم هذا الشكل من صيد الحيتان مجتمعات السكان الأصليين حيث تلعب منتجات الحيتان دورًا مهمًا في الحياة الثقافية والتغذوية. تحدد اللجنة الدولية لصيد الحيتان حدود الصيد لصيد الحيتان من السكان الأصليين كل ست سنوات.

### صيد الحيتان التجاري
يخضع هذا الشكل من أشكال صيد الحيتان لرقابة شديدة من قبل اللجنة الدولية لصيد الحيتان وهو معلق حاليًا. هناك عدد قليل من البلدان التي تعارض الحظر وتواصل صيد الحيتان؛ تتبادل هذه الدول بيانات الصيد مع المفوضية ولكنها لا تنظمها.
منذ فرض الحظر في عام 1986، تم اصطياد وقتل أكثر من 50000 حوت؛ هناك ثلاث دول لا تزال قادرة على اصطياد الحيتان بسبب الثغرات في الحظر. النرويج قادرة على الصيد بسبب «الاعتراض» على الحظر؛ أيسلندا قادرة على الصيد بسبب «محمية» واليابان قادرة على الصيد لأنها تدعي أنها «لأغراض بحثية». إذا اجتمعت هذه الدول تقتل حوالي 2000 حوت كل عام؛ تشمل هذه الحيتان الحدباء، المنك، الحيوانات المنوية، الزعنفة، برايد، وسي. يسمح حظر اللجنة الدولية لصيد الحيتان لبعض صيد الحيتان من قبل السكان الأصليين في بعض البلدان.

### تصريح خاص / صيد الحيتان العلمي
يتم فصل هذه الفئة من صيد الحيتان عن صيد الحيتان الذي تنظمه اللجنة الدولية لصيد الحيتان بموجب القانون الدولي. يجب تقديم مقترحات بحثية خاصة من قبل البلدان إلى اللجنة الدولية لصيد الحيتان للتدقيق العلمي. دور اللجنة الدولية لصيد الحيتان استشاري فقط.

### منطقه خضراء
غرينبيس، منظمة بيئية دولية تأسست عام 1971 في كولومبيا البريطانية، تحارب صيد الحيتان. حملاتهم غير عنيفة وتشارك في كثير من الأحيان واحدة أو أكثر من سفن جرينبيس الخمس التي جعلت المنظمة مشهورة لأول مرة في السبعينيات. في أواخر ديسمبر 2005، واجهت أساطيل صيد الحيتان اليابانية معارضة شديدة من منظمة السلام الأخضر، التي احتجت على استمرار اليابانيين في صيد الحيتان التجاري تحت ستار البحث، والذي كان يتم إجراؤه في محمية حيتان المحيط الجنوبي. أرسلوا عمالاً متطوعين في قوارب مطاطية للوقوف في خط النار من أجل وقف صيد الحيتان.

### جمعية حماية البحر الراعي
جمعية حماية البحر الراعي هي منظمة غير ربحية للحفاظ على الحياة البرية البحرية تعمل دوليًا في العديد من الحملات لحماية محيطات العالم. مهمتهم هي الحفاظ على النظم البيئية والأنواع في العالم وحمايتها؛ إنهم يعملون على إنهاء تدمير الموائل وذبح الحياة البرية في المحيط. على عكس العديد من المجموعات البيئية غير الهادفة للربح، تستخدم حارس البحر أساليب العمل المباشر لفضح الأنشطة غير القانونية في البحر وتحديها؛ إنهم يسعون جاهدين لضمان بقاء المحيط للأجيال القادمة. وهم بذلك يشيرون إلى ميثاق الأمم المتحدة العالمي للطبيعة الذي يدعو الأفراد إلى «حماية الطبيعة والحفاظ عليها في المناطق الواقعة خارج نطاق الولاية الوطنية».
تأسس حارس ألبحر في عام 1977 على يد الكابتن بول واتسون في فانكوفر، كولومبيا البريطانية، كندا؛ لم يتم دمجها رسميًا في الولايات المتحدة حتى عام 1981. على مر السنين، تراوحت حملاتهم من وقف القتل السنوي لصغار فقمة القيثارة في شرق كندا إلى منع صائدي الحيتان اليابانيين من قتل أنواع الحيتان المهددة بالانقراض. إنهم يدّعون فقط أنهم يعملون من أجل دعم قانون الحفظ الدولي وحماية موائل وأنواع المحيطات المهددة بالانقراض؛ يفعلون ذلك دون المساس بالعرق أو الجنسية أو اللون أو المعتقد الديني. طواقمهم تتكون من متطوعين من جميع أنحاء العالم، وبعضهم من البلدان التي تقوم حارس ألبحر بحملات ضدها؛ يصفون أنفسهم بأنهم «مؤيدون للمحيطات» بدلاً من «مناهضين لأية جنسية أو ثقافة».

### إزالة زعانف سمك القرش
يعتبر زعانف سمك القرش مشكلة عالمية تتضمن قطع زعانف أسماك القرش. يتم ذلك بينما لا يزال القرش على قيد الحياة يليه إعادة بقية الجسم إلى المحيط، تاركًا إياه ليموت بعد أيام. تُستخدم زعانف القرش في دول مثل الصين واليابان، وهي مكون رئيسي في الوجبة المشهورة عالميًا، حساء زعانف القرش. لقد ارتفع الطلب المرتفع على هذا النوع المعين من الحساء في العقود القليلة الماضية ويباع بحوالي 100 دولار في المتوسط وغالبًا ما يتم تقديمه في المناسبات الخاصة مثل حفلات الزفاف والمآدب. بسبب الحاجة المتزايدة لزعانف سمك القرش هذه، يبحث التجار عن الزعانف من أجل تحقيق ربح. ومع ذلك، فإن الزعانف هي الجزء الوحيد من سمك القرش الذي يسعى الصيادون لاستعادته بسبب القيمة الاقتصادية المنخفضة للقاء القرش الفعلي. أدت هذه المشكلة التي تم الكشف عنها مؤخرًا إلى جانب قضايا الصيد الجائر الأخرى إلى انخفاض ما يقرب من 80 في المائة من أعداد أسماك القرش. لقد أصبح مصدر قلق كبير في نشاط الحفاظ على البيئة البحرية حيث يتم قتل ملايين أسماك القرش سنويًا على حساب غير منظم في كثير من الأحيان.

### علم المشروع
تعمل الحملة الحالية المعروفة باسم علم المشروع على مستوى العالم للدعوة إلى حلول لحماية طويلة الأجل لهذه الحيوانات. تم إنشاء هذه الحملة في البداية كمشروع مبادرة بيئية، وقد تم تطويرها من قبل الاتحادات المهنية لمدربي الغوص في عام 1989. وقد استخدم هذا البرنامج لتثقيف الغواصين حول المشكلات البيئية في نهاية المطاف ليصبح منظمة غير ربحية مسجلة في الولايات المتحدة في عام 1992 في نهاية المطاف أصبح معترفًا به في المملكة المتحدة وأستراليا في عامي 1999 و2002 على التوالي. على الرغم من المشكلات الناشئة عن التحديات البحرية، استمر علم المشروع في النمو نحو تلبية احتياجات النظام البيئي البحري كما يراه مناسبًا. الحطام البحري ونشاط الحفاظ على أسماك القرش والأشعة هما أكثر القضيتين انتشارًا والتي يتم العمل على تحسينها منذ عام 2011.